# Danmarks Håndarbejdslærerforening
Danmarks Håndarbejdslærerforening blev grundlagt i 1965 som en faglig forening for folkeskolelærere i håndarbejde. Den blev i 2015 sammenlagt med Danmarks Sløjdlærerforening, og på generalforsamlinger i de gamle foreninger vedtoges stiftelsen af Den faglige forening Håndværk og Design fredag 29. april 2016. Foreningen var medlem af Nordisk sløyd- og tekstillærerforbund.
Danmarks Håndarbejdslærerforenings tidsskrift hed først Håndarbejde i skolen (1965-2011) og derefter Håndarbejde Nu, der ophørte med udgangen af 2015. Fra 2016 udgives det fælles tidsskrift Håndværk & Design.